# Јанош Туроци
Јанош Туроци (мађ. Thuróczy János, словен. Ján z Turca)) (р. 1435, Пир, Шипице, Словачка (Pýr) - 1488/1489) је био мађарски историчар из 15. века и аутор Мађарске Хронике (Chronica Hungarorum) данас познате као Туроц хронике (Thuróczy-krónika). Ова хроника је најобимнија мађарска хроника 15. века

## Биографија
Туроцови преци потичу из северног дела бивше краљевине Мађарске из региона Туриец (Turiec) раније познатог под именом Туроц (Thurocz), данас у Словачкој. Јаношева породично стабло допире до прве половине 13. века и села Недожери (Nedožery). Јаношев ујак је добио имање у Пиру од тадашњег мађарског краља Жигмунда Луксембуршког а Јаношев отац је наследио ово имање.
Туроци је своје образовање завршио у манастиру у Шахи, где је изучавао латински језик и право. У току 1465. године је био у Будиму као представник манастира, од 1467. до 1475. је радио као писар код Ладислава од Павловца а од 1476. до 1486. године код Иштвана Баторија на краљевском суду као главни писар и судија код краљевског личног књиговође Тамаша Драгија.

## Туроцова хроника
Хроника се састоји од три главна дела:
Први део је Туроцијева интерпретација поеме лоренца де Монакиса из Венеције. овај део се бави владавином Карла III и писан је под утицајем Штефана од Хасерхага, главног писара краљевског суда, и судије Тамаша Драгија.
Други део је написан 1486. године и описује дела мађарских краљева све до Лајоша I. Овај део се састоји из три подсекције:
- a) Такозвана Мађарска хроника базирана на старијој мађарској илустрованој хроници (Мађарска илустрована хроника, и Будимској хроници и сачуваним манускриптама, где Туроц покушава да исправи грешке својих претходника;
- b) инттерпретација историје мађара од доласка на просторе Панонске низије 895. године, па све до владавине краља Карло I (1307-42);
- c) историја дела владавине Лајош I (1342-82), коју је спојио са подацима из хронике Јанаод Шаришске Соколовце (Ján of Šarišské Sokolovce).

Трећи део описује догађаје од око 1386. до освајања Беча од стране Матије Корвиниуса августа 1487. године. Овај део се сматра Туроцевим оригиналним радом и био је написан пошетком 1487. године. Документи и извори на које се ослањао, пишући овај део, су били постојећи дипломатски преписи, документа и писма.
Према Туроцовим сопственим речима он није хтео да буде историчар већ само да забележи догађаје око себе, тако да ту има забележених народних прича и песама, анегдота и многе референце о „чудима“, неразјашњеним феноменима, које су се догађале у том периоду.

## Рана издања хронике
Прво издање Хронике Мађара је било 1488. године у Брну Моравска и у Аугсбургу. Каснија издања су била у наредним вековима у Франкфурту, Бечу, Трнави и Будимпешти.
- Едиција издата у Брну је публикована 20. марта 1488. године од стране Корадус Стахела и Маћаша Пренлена. Једна копија је сачувана у библиотеци манастира Бранковану (Biblioteca Mănăstirii Brâncoveanu) у Румунији, друга копија је у Грацу, Аустрија, у универзитетској библиотеци и трећи примерак је у Брашову, Румунија, у манастиру Негра (Parohia evanghelică C. A. Biserica Neagră 1251/2).
- Едиција издата у Аусбургу (Augusta Vindelicorum) је публикована 3. јуна 1488. године. Издавачи су били Ерхард Ратдолт (Erhard Ratdolt) и Теобалд Фегер (Theobald Feger), становник Будима.
- Немачки манускрипт је штампан 1490. године. Једна копија се чува у Хајделбергу, Немачка (Cod. Pal. germ. 156); а друга у Кембриџу, Масачусетс, САД (Houghton Libr., Ms. Ger. 43 ,formerly Nikolsburg, Fürstl. Dietrichsteinsche Bibl., Cod. II 138.).